# Shakira (album)
Shakira là album phòng thu thứ 10 của ca sĩ, nhạc sĩ người Colombia Shakira. Album được phát hành vào ngày 21 tháng 3 năm 2014 bởi hãng RCA Records và Sony Music. Album đạt tới vị trí thứ 2 trong bảng xếp hạng Billboard 200 của Mỹ.

## Danh sách ca khúc
| Shakira — Phiên bản chuẩn (đĩa vật lý) | Shakira — Phiên bản chuẩn (đĩa vật lý)       | Shakira — Phiên bản chuẩn (đĩa vật lý)                                                                              | Shakira — Phiên bản chuẩn (đĩa vật lý)     | Shakira — Phiên bản chuẩn (đĩa vật lý) |
| STT                                    | Nhan đề                                      | Sáng tác | Sản xuất                                   | Thời lượng                             |
| -------------------------------------- | -------------------------------------------- | --- | ------------------------------------------ | -------------------------------------- |
| 1.                                     | "Can't Remember To Forget You" (với Rihanna) | John Hill Tom Hull Daniel Alexander Erik Hassle Shakira Robyn Fenty                                                 | Shakira Hill Kid Harpoon Kuk Harrell (hát) | 3:26                                   |
| 2.                                     | "Empire"                                     | Steve Mac Ina Wroldsen                                                                                              | Mac Shakira                                | 4:03                                   |
| 3.                                     | "You Don't Care About Me"                    | Nasri Atweh Adam Messinger Chantal Kreviazuk                                                                        | Shakira Messinger Nasri                    | 3:42                                   |
| 4.                                     | "Dare (La La La)"                            | Shakira Jay Singh Lukasz Gottwald Mathieu Jomphe-Lepine Max Martin Henry Walter Raelene Arreguin John J. Conte, Jr. | Dr. Luke Shakira J2 Cirkut Billboard       | 3:08                                   |
| 5.                                     | "Cut Me Deep" (featuring Magic!)             | Atweh Mark Pellizzer Alex Tanas Ben Spivak Messinger Shakira                                                        | Messinger Nasri                            | 3:15                                   |
| 6.                                     | "23"                                         | Shakira Luis Fernando Ochoa                                                                                         | Shakira Busbee Ochoa (add.)                | 4:00                                   |
| 7.                                     | "The One Thing"                              | Shakira Atweh | Shakira Messinger Nasri                    | 3:12                                   |
| 8.                                     | "Medicine" (với Blake Shelton)               | Shakira Hillary Lindsey Mark Bright                                                                                 | Shakira Busbee                             | 3:20                                   |
| 9.                                     | "Spotlight"                                  | Shakira Lindsey Bright                                                                                              | Shakira Greg Kurstin                       | 3:23                                   |
| 10.                                    | "Broken Record"                              | Shakira Busbee | Shakira Busbee                             | 3:14                                   |
| 11.                                    | "Nunca Me Acuerdo de Olvidarte"              | Shakira Jorge Drexler Hill Hull Alexander Hassle                                                                    | Shakira Hill Kid Harpoon                   | 3:28                                   |
| 12.                                    | "Loca por Ti"                                | Shakira Josep Bellavista Carlos Hernandez Juan Clapera Alberto Herrera                                              | Shakira Ochoa                              | 3:41                                   |
| Tổng thời lượng:                       | Tổng thời lượng:                             | Tổng thời lượng: | Tổng thời lượng:                           | 41:40                                  |

| Shakira — Phiên bản chuẩn (tải kĩ thuật số) | Shakira — Phiên bản chuẩn (tải kĩ thuật số)  | Shakira — Phiên bản chuẩn (tải kĩ thuật số)                                | Shakira — Phiên bản chuẩn (tải kĩ thuật số) | Shakira — Phiên bản chuẩn (tải kĩ thuật số) |
| STT                                         | Nhan đề                                      | Sáng tác                                                                   | Producer(s)                                 | Thời lượng                                  |
| ------------------------------------------- | -------------------------------------------- | -------------------------------------------------------------------------- | ------------------------------------------- | ------------------------------------------- |
| 1.                                          | "Dare (La La La)"                            | Shakira Singh Gottwald Jomphe-Lepine Max Martin Walter Arreguin Conte, Jr. | Dr. Luke Shakira J2 Cirkut Billboard        | 3:08                                        |
| 2.                                          | "Can't Remember to Forget You" (với Rihanna) | Hill Hull Alexander Hassle Shakira Fenty                                   | Shakira Hill Kid Harpoon Harrell (vocal)    | 3:26                                        |
| 3.                                          | "Empire"                                     | Mac Wroldsen                                                               | Mac Shakira                                 | 3:59                                        |
| 4.                                          | "You Don't Care About Me"                    | Atweh Messinger Chantal Kreviazuk                                          | Shakira Messinger Nasri                     | 3:41                                        |
| 5.                                          | "Cut Me Deep" (với Magic!)                   | Atweh Pellizzer Tanas Spivak Messinger Shakira                             | Messinger Nasri                             | 3:15                                        |
| 6.                                          | "Spotlight"                                  | Shakira Lindsey Bright                                                     | Shakira Kurstin                             | 3:23                                        |
| 7.                                          | "Broken Record"                              | Shakira Busbee                                                             | Shakira Busbee                              | 3:14                                        |
| 8.                                          | "Medicine" (với Blake Shelton)               | Shakira Lindsey Bright                                                     | Shakira Busbee                              | 3:18                                        |
| 9.                                          | "23"                                         | Shakira Ochoa                                                              | Shakira Busbee Ochoa (add.)                 | 3:59                                        |
| 10.                                         | "The One Thing"                              | Shakira Atweh                                                              | Shakira Messinger Nasri                     | 3:12                                        |
| 11.                                         | "Nunca Me Acuerdo de Olvidarte"              | Shakira Drexler Hill Hull Alexander Hassle                                 | Shakira Hill Kid Harpoon                    | 3:26                                        |
| 12.                                         | "Loca por Ti"                                | Shakira Bellavista Hernandez Clapera Herrera                               | Shakira Ochoa                               | 3:41                                        |
| Tổng thời lượng:                            | Tổng thời lượng:                             | Tổng thời lượng:                                                           | Tổng thời lượng:                            | 41:40                                       |

| Shakira — Bài hát thêm cho phiên bản cao cấp | Shakira — Bài hát thêm cho phiên bản cao cấp | Shakira — Bài hát thêm cho phiên bản cao cấp                               | Shakira — Bài hát thêm cho phiên bản cao cấp | Shakira — Bài hát thêm cho phiên bản cao cấp |
| STT                                          | Nhan đề                                      | Sáng tác                                                                   | Sản xuất                                     | Thời lượng                                   |
| -------------------------------------------- | -------------------------------------------- | -------------------------------------------------------------------------- | -------------------------------------------- | -------------------------------------------- |
| 13.                                          | "La La La"                                   | Shakira Singh Gottwald Jomphe-Lepine Max Martin Walter Arreguin Conte, Jr. | Dr. Luke Shakira J2 Cirkut Billboard         | 3:06                                         |
| 14.                                          | "Chasing Shadows"                            | Sia Furler Fernando Garibay Kurstin                                        | Kurstin                                      | 3:31                                         |
| 15.                                          | "That Way"                                   | Shakira Olivia Waithe Roy "Battleroy" Battle                               | Shakira Roy "Battleroy" Battle               | 3:08                                         |
| Tổng thời lượng:                             | Tổng thời lượng:                             | Tổng thời lượng:                                                           | Tổng thời lượng:                             | 51:25                                        |

| Shakira — Bài hát thêm cho phiên bản cao cấp (đĩa vật lý) phát hành trên toàn cầu | Shakira — Bài hát thêm cho phiên bản cao cấp (đĩa vật lý) phát hành trên toàn cầu | Shakira — Bài hát thêm cho phiên bản cao cấp (đĩa vật lý) phát hành trên toàn cầu |
| STT                                                                               | Nhan đề                                                                           | Thời lượng                                                                        |
| --------------------------------------------------------------------------------- | --------------------------------------------------------------------------------- | --------------------------------------------------------------------------------- |
| 13.                                                                               | "La La La (Brazil 2014)" (featuring Carlinhos Brown)                              | 3:19                                                                              |
| 14.                                                                               | "Chasing Shadows"                                                                 | 3:31                                                                              |
| 15.                                                                               | "That Way"                                                                        | 3:08                                                                              |
| Tổng thời lượng:                                                                  | Tổng thời lượng:                                                                  | 53:36                                                                             |

| Shakira — Bài hát thêm cho phiên bản tiếng Nhật | Shakira — Bài hát thêm cho phiên bản tiếng Nhật                                      | Shakira — Bài hát thêm cho phiên bản tiếng Nhật |
| STT                                             | Nhan đề                                                                              | Thời lượng                                      |
| ----------------------------------------------- | ------------------------------------------------------------------------------------ | ----------------------------------------------- |
| 16.                                             | "Can't Remember To Forget You (Tokyo Ska Paradise Orchestra Club Mix)" (với Rihanna) | 3:34                                            |
| Tổng thời lượng:                                | Tổng thời lượng:                                                                     | 54:59                                           |

| Shakira — Phiên bản cao cấp phát hành tại Mĩ-Latinh và Tây Ban Nha | Shakira — Phiên bản cao cấp phát hành tại Mĩ-Latinh và Tây Ban Nha | Shakira — Phiên bản cao cấp phát hành tại Mĩ-Latinh và Tây Ban Nha |
| STT                                                                | Nhan đề                                                            | Thời lượng                                                         |
| ------------------------------------------------------------------ | ------------------------------------------------------------------ | ------------------------------------------------------------------ |
| 1.                                                                 | "Nunca Me Acuerdo de Olvidarte"                                    | 3:26                                                               |
| 2.                                                                 | "Empire"                                                           | 3:59                                                               |
| 3.                                                                 | "You Don't Care About Me"                                          | 3:41                                                               |
| 4.                                                                 | "La La La"                                                         | 3:06                                                               |
| 5.                                                                 | "Cut Me Deep" (với Magic!)                                         | 3:15                                                               |
| 6.                                                                 | "23"                                                               | 3:59                                                               |
| 7.                                                                 | "The One Thing"                                                    | 3:12                                                               |
| 8.                                                                 | "Medicine" (với Blake Shelton)                                     | 3:18                                                               |
| 9.                                                                 | "Loca por ti"                                                      | 3:41                                                               |
| 10.                                                                | "Spotlight"                                                        | 3:23                                                               |
| 11.                                                                | "Broken Record"                                                    | 3:14                                                               |
| 12.                                                                | "Boig per Tu"                                                      | 3:44                                                               |
| 13.                                                                | "La La La (Brasil 2014)" (với Carlinhos Brown)                     | 3:17                                                               |
| 14.                                                                | "Chasing Shadows"                                                  | 3:31                                                               |
| 15.                                                                | "Can't Remember to Forget You" (với Rihanna)                       | 3:26                                                               |
| Tổng thời lượng:                                                   | Tổng thời lượng:                                                   | 52:12                                                              |

| Shakira — Phiên bản cao cấp (đĩa vật lý) phát hành tại châu Mỹ-Latinh và Tây Ban Nha | Shakira — Phiên bản cao cấp (đĩa vật lý) phát hành tại châu Mỹ-Latinh và Tây Ban Nha | Shakira — Phiên bản cao cấp (đĩa vật lý) phát hành tại châu Mỹ-Latinh và Tây Ban Nha |
| STT                                                                                  | Nhan đề                                                                              | Thời lượng                                                                           |
| ------------------------------------------------------------------------------------ | ------------------------------------------------------------------------------------ | ------------------------------------------------------------------------------------ |
| 1.                                                                                   | "Nunca Me Acuerdo de Olvidarte"                                                      | 3:26                                                                                 |
| 2.                                                                                   | "Empire"                                                                             | 3:59                                                                                 |
| 3.                                                                                   | "You Don't Care About Me"                                                            | 3:41                                                                                 |
| 4.                                                                                   | "La La La"                                                                           | 3:06                                                                                 |
| 5.                                                                                   | "23"                                                                                 | 3:59                                                                                 |
| 6.                                                                                   | "The One Thing"                                                                      | 3:12                                                                                 |
| 7.                                                                                   | "Medicine" (với Blake Shelton)                                                       | 3:18                                                                                 |
| 8.                                                                                   | "Loca por Ti"                                                                        | 3:41                                                                                 |
| 9.                                                                                   | "Spotlight"                                                                          | 3:23                                                                                 |
| 10.                                                                                  | "Broken Record"                                                                      | 3:14                                                                                 |
| 11.                                                                                  | "Boig per Tu"                                                                        | 3:44                                                                                 |
| 12.                                                                                  | "Can't Remember to Forget You" (với Rihanna)                                         | 3:26                                                                                 |
| 13.                                                                                  | "La La La (Brasil 2014)" (với Carlinhos Brown)                                       | 3:17                                                                                 |
| 14.                                                                                  | "Chasing Shadows"                                                                    | 3:31                                                                                 |
| 15.                                                                                  | "Cut Me Deep" (với Magic!)                                                           | 3:26                                                                                 |
| Tổng thời lượng:                                                                     | Tổng thời lượng:                                                                     | 52:12                                                                                |

## Xếp hạng
| Bảng xếp hạng (2014)                     | Vị trí cao nhất |
| ---------------------------------------- | --------------- |
| Album Argentina (CAPIF)                  | 6               |
| Album Úc (ARIA)                          | 8               |
| Album Áo (Ö3 Austria)                    | 3               |
| Album Bỉ (Ultratop Vlaanderen)           | 11              |
| Album Bỉ (Ultratop Wallonie)             | 11              |
| Brazilian Albums (Billboard)             | 2               |
| Album Canada (Billboard)                 | 3               |
| Album Cộng hòa Séc (ČNS IFPI)            | 17              |
| Album Quốc tế Croatia (HDU)              | 8               |
| Album Đan Mạch (Hitlisten)               | 18              |
| Greek Albums Chart                       | 1               |
| Album Hà Lan (Album Top 100)             | 15              |
| Album Phần Lan (Suomen virallinen lista) | 7               |
| Album Pháp (SNEP)                        | 6               |
| Album Đức (Offizielle Top 100)           | 5               |
| Album Hungaria (MAHASZ)                  | 12              |
| Album Ireland (IRMA)                     | 10              |
| Italian Albums (FIMI)                    | 3               |
| Mexican Albums (AMPROFON)                | 2               |
| Album New Zealand (RMNZ)                 | 17              |
| Album Na Uy (VG-lista)                   | 10              |
| Album Ba Lan (ZPAV)                      | 4               |
| Album Bồ Đào Nha (AFP)                   | 6               |
| Russian Albums (NFPP)                    | 5               |
| Album Tây Ban Nha (PROMUSICAE)           | 2               |
| Album Thụy Điển (Sverigetopplistan)      | 14              |
| Album Thụy Sĩ (Schweizer Hitparade)      | 2               |
| Album Anh Quốc (OCC)                     | 14              |
| Album Hoa Kỳ Billboard 200               | 2               |

| Bảng xếp hạng (2014)          | Vị trí |
| ----------------------------- | ------ |
| Belgium (Ultratop Wallonia)   | 80     |
| Italian Albums (FIMI)         | 96     |
| Mexican Albums (AMPROFON)     | 38     |
| Switzerland (Swiss Hitparade) | 67     |
| US Billboard 200              | 75     |

## Chứng nhận
| Quốc gia                                                                           | Chứng nhận | Số đơn vị/doanh số chứng nhận |
| ---------------------------------------------------------------------------------- | ---------- | ----------------------------- |
| Argentina (CAPIF)                                                                  | Vàng       | 20.000^                       |
| Pháp (SNEP)                                                                        | Vàng       | 50.000*                       |
| México (AMPROFON)                                                                  | Vàng       | 30.000^                       |
| Ba Lan (ZPAV)                                                                      | Bạch kim   | 20.000*                       |
| Tây Ban Nha (PROMUSICAE)                                                           | Vàng       | 20.000^                       |
| * Chứng nhận dựa theo doanh số tiêu thụ. ^ Chứng nhận dựa theo doanh số nhập hàng. |            |                               |

## Lịch sử phát hành
| Khu vực        | Ngày                | Phiên bản     | Định dạng      | Nhãn        | Chú thích |
| -------------- | ------------------- | ------------- | -------------- | ----------- | --------- |
| Đức            | 21 tháng 3 năm 2014 | Chuẩn Cao cấp | CD tải nhạc số | Sony Music  | [ 51 ]    |
| Vương quốc Anh | 24 tháng 3 năm 2014 | Chuẩn Cao cấp | CD tải nhạc số | RCA Records | [ 52 ]    |
| Mexico         | 24 tháng 3 năm 2014 | Chuẩn Cao cấp | CD tải nhạc số | Sony Music  | [ 53 ]    |
| Colombia       | 25 tháng 3 năm 2014 | Chuẩn Cao cấp | CD tải nhạc số | Sony Music  | [ 54 ]    |
| Mỹ             | 25 tháng 3 năm 2014 | Chuẩn Cao cấp | CD tải nhạc số | RCA Records | [ 55 ]    |